# Corney (Einheit)
Der Corney war ein Volumen- und Getreidemaß in Colombo, Ceylon.
- 1 Corney = 4 ½ Seers = 18 Chandoos
- 1 Parrah = 2 Marcals = 16/3 Corney = 25,425 Liter
- 1 Corney = 4,767 Liter